# Hărman
Hărman (en allemand: Honigberg, en hongrois: Szászhermány) est une commune roumaine du județ de Brașov, dans la région historique de Transylvanie. Elle est composée des deux villages suivants:
- Hărman, siège de la commune
- Podu Oltului

## Localisation
Hărman est située dans la partie centre-est du comté de Brașov, à 12 km du centre-ville de Brașov, à l'extrême est du Pays de la Bârsa (région historique de Transylvanie).

## Monuments et lieux touristiques
- Église évangélique de Hărman (construite au XIIIe siècle), monument historique[1]
- Site archéologique Dealul Lempeș Hărman
- Réserve naturelle Mlaștina Hărman, aire protégée (zone humide) avec une superficie de 2 ha[2].